# 裂叶独活
裂叶独活（学名：Heracleum millefolium）为伞形科独活属的植物。分布在印度以及中国大陆的甘肃、青海、云南、四川、西藏等地，生长于海拔3,800米至5,000米的地区，一般生于山坡草地、山顶以及沙砾沟谷草甸，目前尚未由人工引种栽培。

## 别名
藏当归（青海）、千叶独活（秦岭植物志）